# Пјопе ди Салваро (Болоња)
Пјопе ди Салваро (итал. Pioppe di Salvaro) је насеље у Италији у округу Болоња, региону Емилија-Ромања.
Према процени из 2011. у насељу је живело 751 становника. Насеље се налази на надморској висини од 183 м.